# Baglafechtweber

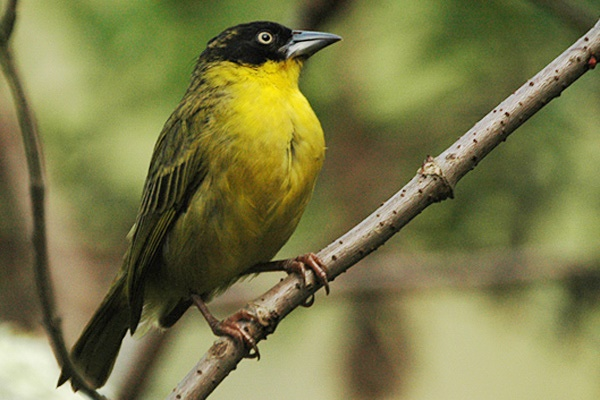
(P. b. stuhlmanni) in Bwindi Impenetrable NP, Uganda

Der Baglafechtweber (Ploceus baglafecht, Syn.: Loxia baglafecht) zählt innerhalb der Familie der Webervögel (Ploceidae) zur Gattung der Ammerweber (Ploceus).
Der Vogel kommt in Afrika vor, in Äthiopien, Burundi, Demokratische Republik Kongo, Eritrea, Kamerun, Kenia, Malawi, Nigeria, Ruanda, Sambia, Südsudan, Tansania, Uganda und Zentralafrikanische Republik.
Das Verbreitungsgebiet umfasst baum- und buschbestandene Lebensräume, Lichtungen und Waldränder, auch Büsche an Straßenrändern und Gärten von 800 bis 3000 m Höhe.

## Merkmale
Die Art ist 15 cm groß und wiegt zwischen 24 und 37 g. Die schwarze Augenmaske einschließlich Ohrdecken reicht bis zur Schnabelbasis, die Iris ist weiß. Die Oberseite ist graubraun bis grün, die Flügeldecken kräftig dunkelbraun und hell sandfarben gestreift. Der Schwanz ist graubraun, die Beine rosa, der Schnabel ist dunkelgrau bis anthrazit, Kehle und Brust sind hellgelb, die Unterseite, Bürzel und Schwanzunterseite hellgrau.
Bei den Unterarten reichenowi, emini und der Nominatform hat das Männchen Stirn und Scheitel bis in Augenhöhe goldgelb, der hintere Teil des Scheitels bis zum Nacken ist grau. Das Weibchen hat einen schwarzen Scheitel.
Bei den Unterarten stuhlmanni und sharpii haben beide Geschlechter einen schwarzen Scheitel.

## Geografische Variation
Es werden folgende Unterarten anerkannt:
- P. b. neumanni (Bannerman, 1923) – Osten Nigerias, Kamerun und  Zentralafrikanische Republik
- P. b. baglafecht (Daudin, 1802), Nominatform  – englisch Baglafecht Weaver – Westen Eritreas, äthiopisches Hochland und angrenzender Südsudan
- P. b. eremobius (Hartlaub, 1887) – Südwesten Südsudans und Nordosten der  Demokratische Republik Kongo
- P. b. emini (Hartlaub, 1882) – englisch Emin's Weaver – Südosten Südsudans, Süden Äthiopiens und Norden Ugandas
- P. b. reichenowi (G. A. Fischer, 1884) – englisch Reichenow's Weaver – Äthiopien und Osten Ugandas, Kenia und Tansania
- P. b. stuhlmanni (Reichenow, 1893) – englisch Stuhlmann's Weaver – Osten der Demokratischen Republik Kongo, Südwesten Ugandas, Ruanda, Burundi und Westen Tansanias
- P. b. sharpii (Shelley, 1898) – Südwesten Tansanias und angrenzender Nordosten Sambias
- P. b. nyikae (Benson, 1938) – Nyika-Plateau in Sambia und Malawi

## Stimme
Der Gesang des Männchens wird als Schnattern mit eingestreuten musikalischen Tönen, auch als wiederholtes „zwink-zwink“ beschrieben.

## Lebensweise
Die Nahrung besteht hauptsächlich aus Insekten, Früchten, Samen und Nektar.
Jungvögel werden mit Spinnen, Larven, Käfern, Grillen, Fangschrecken usw. gefüttert.
Die Brutzeit liegt zwischen August und November in Kamerun und in der Demokratischen Republik Kongo, zwischen März und Juni in Kivu sowie zwischen Juli und November im Sudan.
Die Art in monogam und brütet einzeln. Das Gelege besteht aus 1 bis 3 Eiern.

## Gefährdungssituation
Der Bestand gilt als nicht gefährdet (Least Concern).
gefährdet (Vulnerable).